# Xochimilco (västra Chichiquila kommun)
Xochimilco är en ort i Mexiko.   Den ligger i kommunen Chichiquila och delstaten Puebla, i den sydöstra delen av landet, 210 km öster om huvudstaden Mexico City. Xochimilco ligger 2 169 meter över havet och antalet invånare är 907.
Terrängen runt Xochimilco är huvudsakligen kuperad, men norrut är den bergig. Terrängen runt Xochimilco sluttar österut. Runt Xochimilco är det ganska glesbefolkat, med 36 invånare per kvadratkilometer. Närmaste större samhälle är Huatusco de Chicuellar, 15,7 km öster om Xochimilco. I omgivningarna runt Xochimilco växer huvudsakligen savannskog.